# Theodora Lang

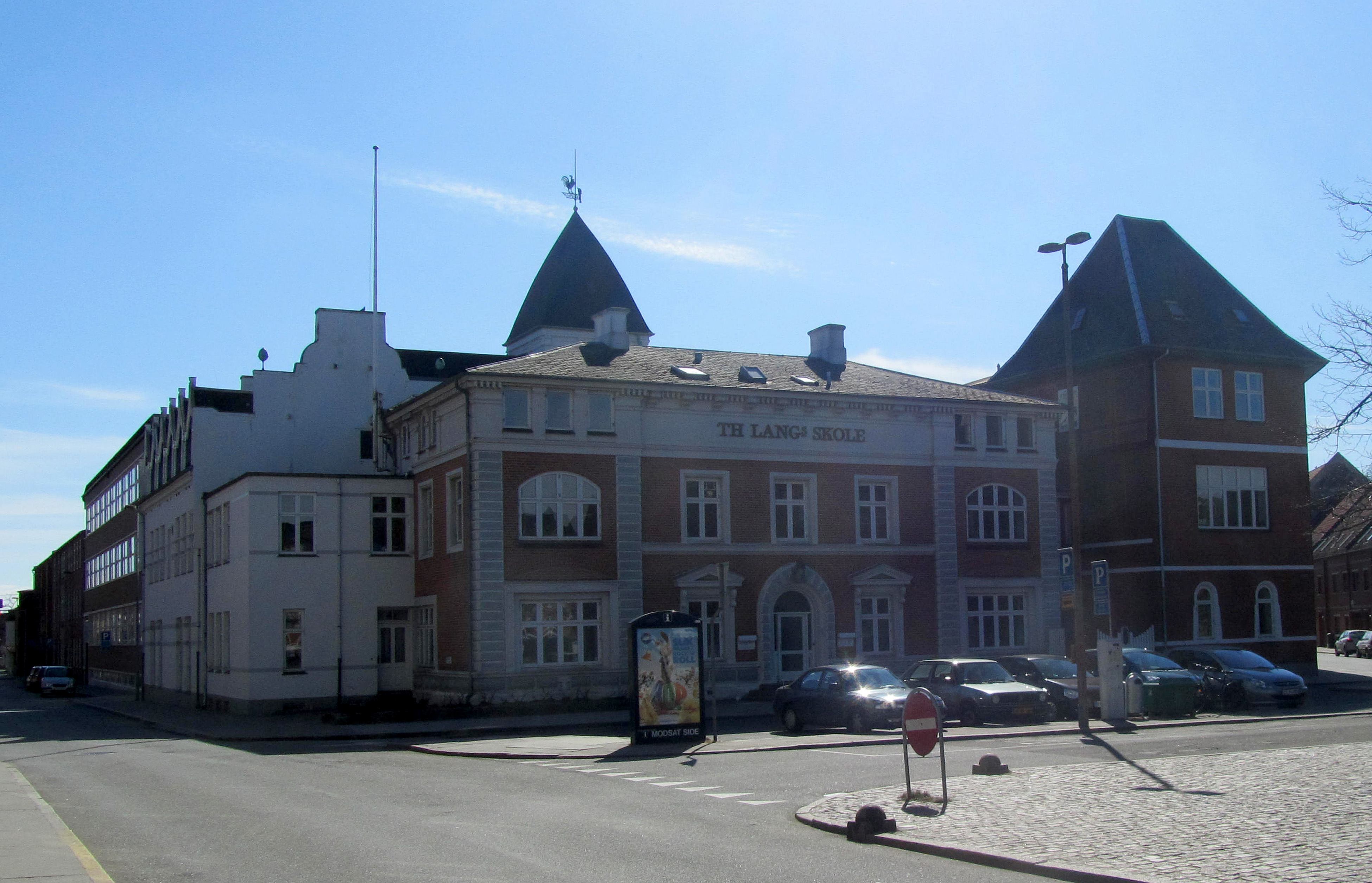
Th.Langs Skole in Silkeborg

 Theodora Wilhelmine Linderstrøm-Lang  (* 3. Mai 1855 in Vemmetofte Sogn, Dänemark; † 16. Dezember 1935 in Silkeborg, Dänemark) war eine dänische Reformpädagogin und Frauenrechtlerin. Sie war die Gründerin von der Th.Langs Skoler in Silkeborg.

## Leben und Werk
Lang war die Tochter des Lehrers Theodorus Lang (1802–1861) und Ulricha Johanne Linderstrøm (1822–1900). Sie wurde zu Hause erzogen und von 1971 bis 1874 an M. Gøtzsches höherer Mädchenschule (M. Gøtzsches højere pigeskole) mit Kursen unter der Leitung von Louise Westergaard ausgebildet. Sie arbeitete dann 7 Jahre als Heimlehrerin und war von 1881 bis 1982 Schülerin der N. Zahle's School, wo sie als Lehrerin ausgebildet wurde.
Ab 1882 leitete sie die Th.Langs Skoler, eine Mädchenschule in Silkeborg. 1886 wurde das erste Schulgebäude eingeweiht, welches von dem Architekten Anton Rosen entworfen wurde. Sie  erweiterte ihre Schule um ein Lehrerinnenseminar und erhielt 1887 das Recht, Abschlussprüfungen abzuhalten.
1889 erhielt sie staatliche Beihilfen für eine Studienreise nach Deutschland, in die Schweiz und nach Frankreich. 1891 gründete sie in Dänemark die erste Vorschullehrerausbildung, die darauf abzielte, die jüngsten Kinder der Dorfschule zu unterrichten und die weibliche Landjugend in Handarbeit auszubilden. Ab Ende der 1880er Jahre gehörte sie mehreren bildungspolitischen Gremien an, darunter der Ministerialkommission, die die Vorschullehrerausbildung plante.
1893 gründete Lang den dänischen Mädchenschulverein (Den danske Pigeskole), der regelmäßig über Fragen der Frauenbildung debattierte und zu dem ersten Austausch zwischen Lehrern und Schülern in den nordischen Ländern führte. 1905 war sie Mitbegründerin einer Berufslehrerprüfung für die weiterführende Ausbildung von Lehrerinnen. 1906 war sie Mitbegründerin der Mädchenschulhilfe und Pensionskasse (Pigeskolernes Hjælpe og Pensionskasse).
1927 trat ihre Nichte Karen Linderstrøm-Lang (1894–1964) ihre Nachfolge als Seminarleiterin und Rektorin des Gymnasiums an.

## Ehrungen
- 1907: Verdienstmedaille in Gold (Fortjenstmedaljen i guld)[3]